# Alldays (Südafrika)
Alldays (auch Tatshane) ist ein Ort in der Lokalgemeinde Blouberg, Distrikt Capricorn, Provinz Limpopo. Er liegt rund 119 Straßenkilometer nordwestlich von Louis Trichardt oder 137 Straßenkilometer südwestlich von Musina entfernt. Im Jahre 2011 hatte Alldays 2987 Einwohner in 751 Haushalten. Der Ort besteht aus zwei Siedlungsbereichen: Alldays und Speaker Park.

## Beschreibung
Der Ort besteht aus zwei Bereichen, die Bebauung (Census 2011: 484 Ew.) um die Straßengabelung sowie ein langgestreckter und stark bewohnter Siedlungsbereich (Census 2011: 2503 Ew.) entlang der nach Norden führenden Regionalstraße R572/521.
Die um Alldays liegende Landschaft gehört zu den Erosionsflächen nördlich des Soutpansberg-Massivs und dem Einzugsgebiet des Limpopo. Der Ort befindet sich in einer niederschlagsarmen Region, für die seit 1930 regelmäßige Aufzeichnungen existieren. Demnach liegt die durchschnittliche Niederschlagsmenge bei 344 mm im Jahr. Die Schwankungen sind allerdings erheblich und bewegen sich zwischen den Maximalwerten von 2,4 bis 644 mm pro Jahr. Die Landschaft ist steppenartig und von einem anhaltenden Wassermangel gekennzeichnet. Nach geologischen Gesichtspunkten liegt sie in der Zentralzone des Limpopo-Gürtels, ein Gebiet, wo vielfältige metamorphe Gesteinseinheiten auftreten.

## Sehenswürdigkeiten

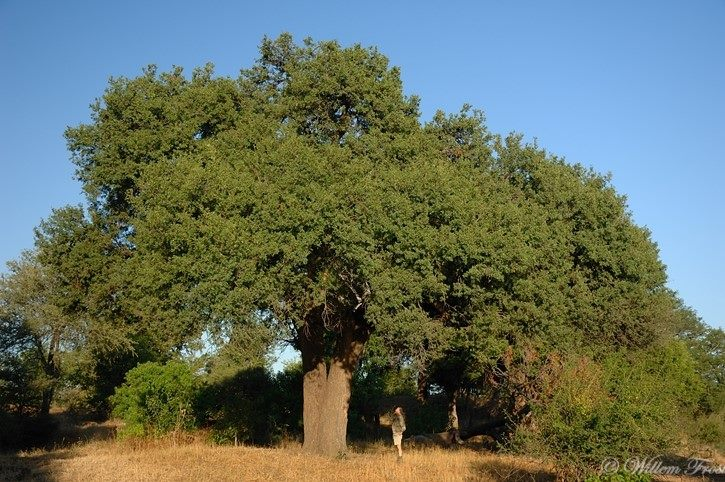
Schotia brachypetala Sond. nordwestlich von Alldays

Zu den wichtigsten Sehenswürdigkeiten in der weiteren Umgebung zählen Landschaften und insbesondere Naturschutzgebiete:
- Mapangubwe Cultural Landscape,
- Blouberg Nature Reserve,[7]
- Langjan Nature Reserve,
- Makulu Makete Wildlife Reserve,
- Ben Lavin Nature Reserve[8] und
- das Naturschutzgebiet Soutpansberg Conservancy.[9]

## Wirtschaft
Zu den Erwerbszweigen für die Einwohner gehört der sanfte Tourismus. Daher gibt es im Umfeld dieses ländlich geprägten Ortes Farmen, die auf Tierbeobachtungen und Jagd spezialisiert sind. Die naturbelassene Landschaft in der Umgebung ist von den Höhenzügen Magoebaskloof und Agatha gekennzeichnet. Das George’s Valley bietet für den Tourismus einheimische Waldbestände, Seen und Wasserfälle sowie landschaftlich reizvolle Schluchten.
Eine andere Erwerbsquelle ist der etwa 35 Kilometer nordöstlich von Alldays liegende Diamantenabbau von De Beers bei Evangelina. Am südlichen Rande des Venetia Limpopo Nature Reserve befindet sich die Venetia Diamond Mine. Sie ist ein relativ neues Bergbaugebiet, das 1990 als Tagebau begann und sich zu der größten aktiven Abbaustelle für Diamanten in Südafrika entwickelt hat. Im Jahre 2021 soll der Abbau unterirdisch fortgesetzt werden. Durch den Bergbaukonzern wurde das gleichnamige Naturschutzgebiet als Ausgleichsmaßnahme angelegt.
Mit Finanzmitteln von De Beers wurden in Alldays bauliche Investitionen in die Bildungs-, Wasserversorgungs- und Verkehrsinfrastruktur vorgenommen.

## Verkehr
Auf dem Landweg ist Alldays (Tatshane) über die Regionalstraßen R521 von Polokwane sowie R572 aus Richtung Tom Burke (von der N11) oder aus Richtung Musina erreichbar, wo sie von der Nationalstraße N1 abzweigt. Westlich von der Ortslage befindet sich der Alldays Airport.